# グリソン属
グリソン属（グリソンぞく、Galictis）は、哺乳綱食肉目イタチ科に含まれる属。中央アメリカと南アメリカ大陸に分布し、グリソンとヒメグリソンの2種が現生する。

## 分布
メキシコ以南の北アメリカ大陸、南アメリカ大陸

## 形態
ヒメグリソンはより小型で体長27 - 52センチメートル、体重1.2 - 2.5キログラム、尾がより長い（尾長は体長の約40 % ＜37 - 45 %＞）。グリソンはより大型で体長45 - 60センチメートル、体重1.5 - 3.8キログラム、尾がより短い（尾長は体長の約30 %＜26 - 37 %＞）。
背面はヒメグリソンは黄褐色、グリソンは灰白色。腹面は黒く、背面との境目は明瞭。

## 分類
近縁種としてグリソンモドキが挙げられる。Koepfli et al. (2008) による分子系統解析では、ゾリラ・サハラゾリラ・ゾリラモドキ・マダライタチからなる単系統群が本属の姉妹群となる結果が得られている（この解析にグリソンモドキは含まれていない）。Sato et al. (2012) によるグリソンモドキを含めた解析ではグリソンモドキと本属が単系統群を形成したことから、この2属をLyncodontini族に分類する説が提唱されている。
以下の分類・英名はMSW3（Wozencraft, 2005）、和名は斉藤ほか（1991）に従う。
- Galictis cuja ヒメグリソン Lesser grison
- Galictis vittata グリソン Greater grison

グリソン類は更新世前期 約250万年前に南アメリカに現れた。鮮新世の中期から後期にかけて北アメリカに生息し、化石として知られるTrigonictis属とSminthosinus属の系統に属しているかもしれない。グリソンには少なくとも3種の化石種が知られており、これらはすべてアルゼンチンで発見された。
- †Galictis hennigi
- †Galictis sanandresensis
- †Galictis sorgentinii

## 生態
熱帯および亜熱帯地域の森林や平原に生息する。木の根元や岩の下・樹洞・他の動物の古巣などを巣穴として利用する。
小型哺乳類、鳥類やその卵、爬虫類、両生類、昆虫、果実などを食べる。
グリソンの行動については知られていることが少ない。これには、グリソンの首が頭に比べてとても幅広く、首輪を付けることが困難なため、無線での追跡が難しいなど複数の理由がある。

## 画像

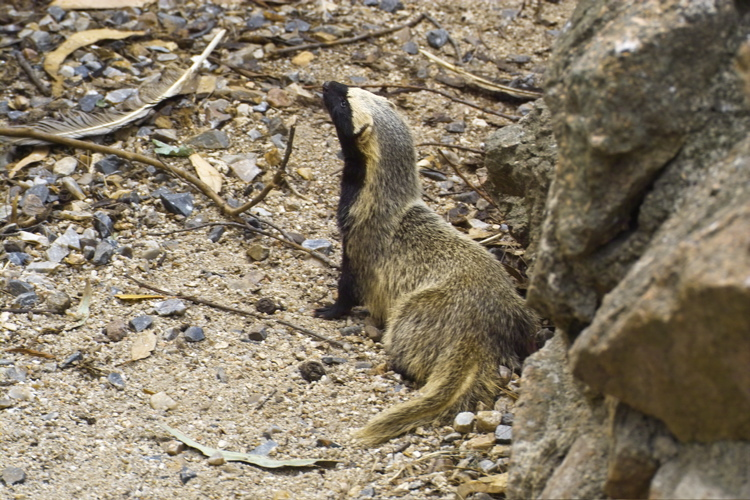
ヒメグリソン G. cuja